# Černé moře
Černé moře (bulharsky Черно море [Černo more], rumunsky Marea Neagră, ukrajinsky Чорне море [Čorne more], rusky Чёрное море [Čornoje more], abchazsky Амшын Еиқәа [Amšyn Eiqwa], megrelsky უჩა ზუღა [Uč'a zugha], gruzínsky შავი ზღვა [Šavi zghva], turecky Kara Deniz) je moře Atlantského oceánu, se kterým je však spojeno pouze prostřednictvím Středozemního moře, na něž navazuje úžinou Bosporu.

## Geografie

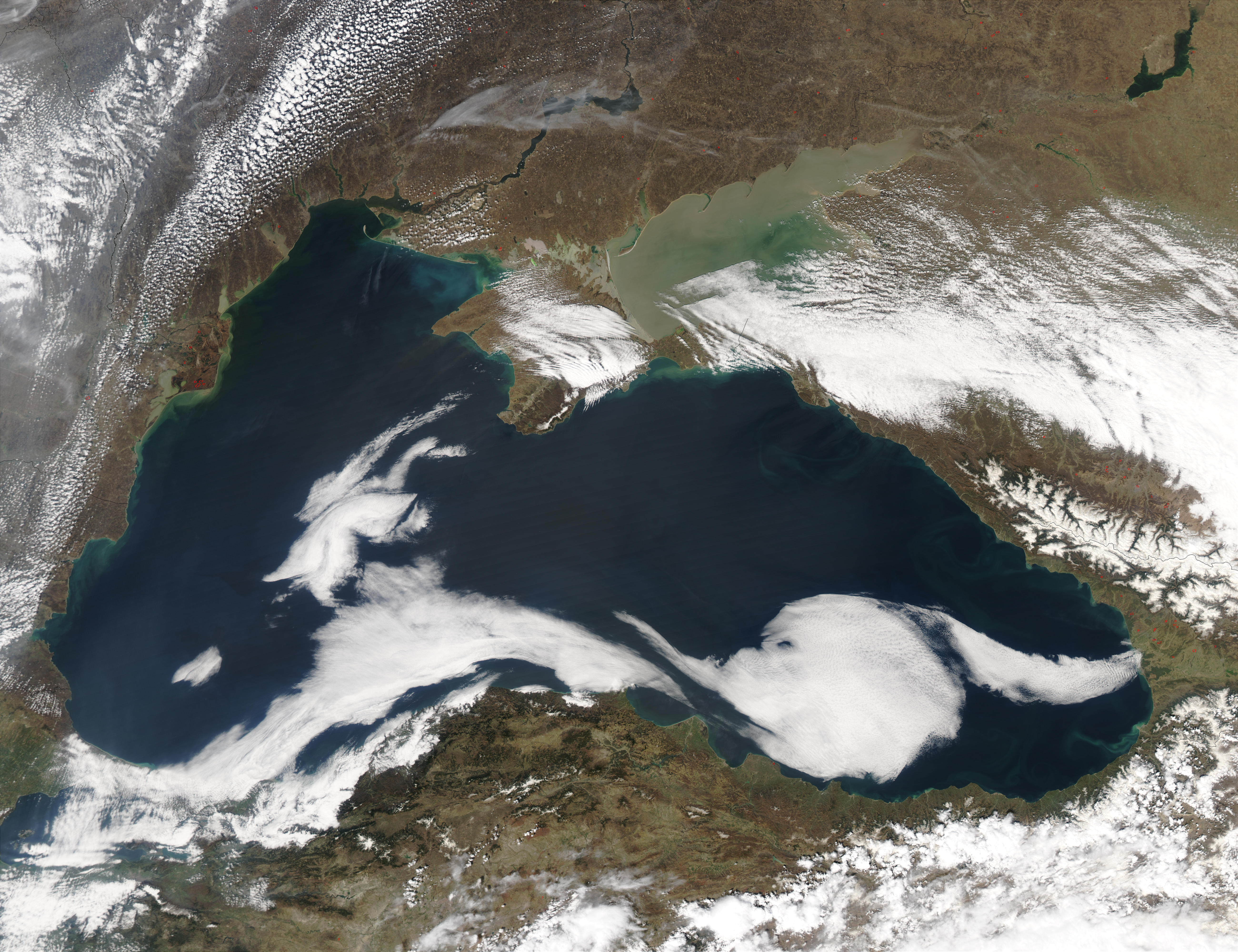
Satelitní pohled na Černé moře, pořízený NASA.

Kromě zmíněného úzkého propojení se Středozemním mořem jde prakticky o vnitrozemské moře, obklopené ze všech stran pevninou: na severu a západě evropskou, na jihu a východě asijskou. Kolem moře se rozkládají následující země: na západě balkánské státy Bulharsko a Rumunsko, na severu Ukrajina, na severovýchodě Rusko, na východě Gruzie, na jihu Turecko.
Černé moře se rozkládá na ploše 461 000 km² a jeho největší známá hloubka je 2210 m.
Největšími řekami, které do Černého moře přivádějí své vody, jsou Dunaj na pomezí Rumunska a Ukrajiny, Dněstr a Dněpr z Ukrajiny a Don z Ruska. Úmoří Černého moře má plochu asi 2 miliony km² a zasahuje do 24 zemí.
Černé moře má na severovýchodě své vlastní okrajové Azovské moře, jež od něj odděluje Kerčský průliv. Ze severu do Černého moře vybíhá poloostrov Krym, jinak jeho pobřeží není výrazně členité.

## Významné přístavy
- Odesa, Čornomorsk, Sevastopol, Jalta, Kerč
- Novorossijsk, Soči
- Poti, Batumi
- Trabzon, Samsun
- Varna, Burgas
- Constanța

## Etymologie
Současné pojmenování Černé moře je v překladu používáno ve většině okolních zemí, ale nebylo zatím doloženo jejich používání před 13. stoletím:
- abchazsky Амшын Еиқәа, přepis: Amšyn Eiķa̋a, ([ɑmʂɨn ɛjkʷʰɑ]IPA)
- agydejsky Хы шӏуцӏэ, přepis: Xı Ş́uts’ə, ([xə ʃʼəw.t͡sʼa]IPA)
- arménsky Սեւ ծով, přepis: Sev tsov, ([sɛv t͡sɔv]IPA)
- bulharsky Черно море, přepis: Černo more, ([ˈt͡ʃɛrno moˈrɛ]IPA)
- krymskou tatarštinou Къара денъиз, přepis: Qara deñiz, ([qɑrɑ deŋiz]IPA)
- gruzínsky შავი ზღვა, přepis: shavi zghva, ([ʃɑvi zɣvɑ]IPA)
- lazsky a mergelsky უჩა ზუღა, přepis: Ucha Zugha, ([utʃä zuɣä]IPA) nebo mergelsky ზუღა, přepis: Zugha, ([zuɣä]IPA), tj. „moře“
- rumunsky Marea Neagră, ([ˈmare̯a ˈne̯aɡrə]IPA)
- rusky Чёрное мо́рe, přepis: Čornoje móre, ([ˈtɕornəjə ˈmorʲə]IPA)
- turecky Karadeniz, ([kaˈɾadeniz]IPA)
- ukrajinsky Чорне море, přepis: Čorne more, ([ˈtʃɔrnɛ ˈmɔrɛ]IPA)

V řečtině široce využíván historický název „Euxinské moře“ (což může mít různé významy, viz níže) a méně často název pro Černé moře:
- řecky Eύξεινος Πόντος, přepis: Eúxinos Póndos, ([ˈefksinos ˈpondos]IPA), doslova „Pohostinné moře“
- řecky Μαύρη Θάλασσα, přepis: Mávri Thálassa, ([ˈmavri ˈθalasa]IPA), doslova „Černé moře“

Původní řecký název Póntos Áxeinos je obecně přijímán jako ztvárnění íránského slova *axšaina- („tmavě zbarvený“). Starověcí řečtí cestovatelé přijali jméno jako Á-xe(i)nos související s řeckým slovem áxeinos („nehostinný“). Jméno Πόντος Ἄξεινος (Póntos Áxeinos, tj. „Nehostinné moře“) je poprvé doloženo v díle Pindara (asi 475 př. n. l.), avšak protože bylo takové jméno považováno za zlé znamení, bylo eufemizováno na jeho opak, Εὔξεινος Πόντος (tj. „Pohostinné moře“), což také poprvé zmiňuje Pindaros. Nové označení se stalo v řečtině běžným, i když v řeckém mytologickém kontextu zůstalo oblíbené „pravé“ jméno Póntos Áxeinos. Raně středověké zmínky o Ruském moři jsou spojeny s útvarem Kyjevská Rus (9.–11. století, dnešní Ukrajina), protože Moskevské velkoknížectví převzalo název Rusko až v roce 1721.

## Teorie vzniku
Na konci poslední doby ledové bylo Černé moře obřím jezerem, jehož hladina byla asi o 170 metrů níže než dnes. Vznik dnešního mořského dna se datuje do doby před 1,7 mil. let. Během ledových dob bylo Černé moře odříznuto od Středozemního. V této době byly nízké srážkové úhrny, přítoky řek nebyly dostatečné, a proto jezero vysychalo. Podobně i hladina Středozemního moře, které bylo rovněž izolovaným vnitrozemským jezerem, klesla o 30 metrů. Po jeho opětovném spojení s Atlantikem přes Gibraltarskou úžinu se jeho hladina postupně vyrovnala s oceánem a nakonec se začala přelévat i do „Černomořského jezera“. 
Možná i v souvislosti s tektonickou nebo sopečnou aktivitou v oblasti došlo nakonec před asi 7600 lety k prolomení Bosporské úžiny. V této době existovala na březích Černého moře vyspělá civilizace, která byla rychle postupující záplavou zničena. Podle počítačových modelů stoupala hladina přibližně o 12–15 cm denně, což znamenalo postup moře až o 1 km denně. V této době byla hladina na počátku o 120 metrů níže než dnes. Existují důkazy, že Černé moře bylo přechodně před prolomením Bosporu sladkovodním jezerem. Náhlý příval slané vody tak musel způsobit ekologickou katastrofu i pro samotné vodní organismy.
Je možné, že zánik civilizací na březích Černomořského jezera byl předlohou pro příběh biblické povodně nebo i v legendě o Atlantidě. Na druhou stranu je patrné, že největší katastrofa se odehrála na nízkém severním pobřeží moře a v prostoru dnešního Azovského moře (které do té doby vůbec neexistovalo), kde vodní hladina zalila stovky kilometrů souše. Podle provedených propočtů vyrovnávání hladin trvalo asi 35 let, kdežto biblická povodeň 40 dní.
Teorie, že došlo k přívalu vody do Černého moře, pochází z konce 20. století. Novější poznatky ale naznačují, že Černé moře se plnilo vodou z pevninských ledovců a naopak přetékalo ven. Nic nenasvědčuje potopě.